# Molnyija (hordozórakéta)
A Molnyija (orosz betűkkel: Молния, GRAU-kódja: 8K78) az R–7 rakétacsaládba tartozó, négyfokozatú szovjet űrhajózási hordozórakéta. A Vosztok rakétából fejlesztették ki.

## Története
Az OKB–1 tervezőirodában fejlesztették ki 1960-ban a Mars-szondák indításához. A fejlesztési munka 1960 januárjában indult és az előzetes tervek már májusra elkészültek. Sorozatgyártását a kujbisevi CSZKB-Progressz vállalat végezte. A hordozórakéta alapja a kétfokozatú R–7 interkontinentális ballisztikus rakéta. A rakéta harmadik fokozata (I blokk) az R–9A interkontinentális ballisztikus rakéta második fokozatának konstrukcióján és hajtóművén alapul, míg a negyedik fokozat (L blokk) a Luna hordozórakéta harmadik fokozatán alapult, de utóbb új hajtóművet kapott.
Első indítására 1960. október 10-én került sor a bajkonuri űrrepülőtérről. Fő feladata űrszondák és nagy magasságú pályán keringő műholdak pályára állítása volt. Az 1960-as években főként ezt a hordozórakétát használták a Mars és a Vénusz tanulmányozására indított szovjet bolygóközi űrszondák indításához, illetve a Holdra indított szondákhoz (a Luna–4-től a Luna–14-ig tartó sorozathoz). Később a Molnyiját távközlési műholdak pályára állítására, valamint a Prognoz kutatóműholdakhoz és több, Koszmosz jelzéssel repült katonai műholdhoz is alkalmazták.
Az 1960-as évek közepén modernizálták, a rakéta első és második fokozata új hajtóműveket kapott. A modernizált változat típusjelzése Molnyija–M (GRAU-kódja: 8K78M) lett. Az 1960-as évek végétől főként távközlési műholdak indítására alkalmazták. 1970. február 19-én indították először a Pleszeck űrrepülőtérről. Később az indítások többsége, összesen 229 indítás Pleszeckből történt.
Egy alkalommal végeztek kereskedelmi indítást a típussal, amikor 1995 decemberében ezzel a rakétával állították pályára az indiai Iris–1C Nap-kutató műholdat. Az utolsó, már Molnyija–M változatú rakétát 2010. szeptember 30-án indították, szintén Pleszeckből. Feladatkörét a Fregat rakéta-végfokozattal ellátott Szojuz–2 hordozórakéta vette át.
A Molnyija szolgált alapul a későbbi háromfokozatú Voszhod és Szojuz hordozórakéták kifejlesztéséhez.